# アメ車カスタム専門 カウンティング・カーズ
『アメ車カスタム専門 カウンティング・カーズ』（アメしゃカスタムせんもん カウンティング・カーズ、原題：Counting Cars）はヒストリーチャンネルで放送されているリアリティ番組である。

## 概要
アメリカでは2012年、日本では2013年から放送を開始。『アメリカお宝鑑定団ポーンスターズ』に車の専門家として出演していたダニー・コーカーを主役にしたスピンオフ番組の一つ。ダニーはネバダ州ラスベガスの車のカスタムショップ「カウンツ・カスタムズ」(Count's Kustoms)を営んでおり、そこでの出来事を放映するリアリティ・ショーとなっている。
なお、日本放送版での番組名は「アメ車カスタム専門」と付けられているが、アメリカ車以外にもヨーロッパ車、ボートや車椅子、はてはバーベキューグリルまで番組では取り扱っている。

## キャスト
ダニー "ザ・カウント" コーカー Danny "The Count" Koker
声 - 佳月大人
カウンツ・カスタムズのオーナー。15年以上のキャリアを持つ独学の修理工。クールなクラシックカーには目がない、筋金入りのカーマニア。車に熱を入れすぎてカスタムして売却する為に買った車を自分でキープすることも多い。また、車のカスタムショップのみならずタトゥーショップCount's Tattoo CompanyやロックバーCount's Vamp'd Rock Bar & Grillなどを経営する実業家でもある。ロックバンド「Count's 77」のボーカルとしても活動。カウンツ・カスタムズでは彼の持つカー・コレクションを展示もしており、番組放送以来ラスベガスの観光地ともなっている。過去には「カウント・クール・ライダー」としてB級ホラー映画番組のホストもしていた。70年代好きやホラー好きといった彼の趣味は車やバイクのカスタムにも反映されている。
ケヴィン Kevin
声 - 本田裕之
ショップの総支配人でダニーの右腕。ダニーとは20年来の親友でもある。ダニーと一緒に仕入れの車を探して回っている事も多く、ダニーが車に試乗するときには担保役（留守番）を務める。値段交渉でつい熱くなるダニーをクールダウンさせる役割も。弟のスティーブはショップの顧問弁護士。イヌ好き。
ホーニー・マイク Horny Mike
声 - あべそういち
ショップの凄腕エアブラシ・アーティスト。ジャケットやヘルメット、はてはお客の車やバイクにまで、何にでも角を付けたがるクセがある。お調子者な一面がある。
ローリー Roli "Rock N' Roli"
声 - 小池謙一
ショップの車の仕上げ担当。ショップには住み込みで働く。彼のハンガリー訛りはいつも店の皆の話の種になっている。小柄な体を活かしカスタムカーやバイクの試乗役となることも多い。
スコット Scott
声 - 近藤浩徳
ショップマネージャー兼帳簿係。大きな体と大声がトレードマーク。しばしば予算にルーズなダニーとぶつかり合う。第3シーズンではショップを去っており、最初のエピソードで名前が出るのみである。
シャノン Shannon
声 - あべそういち
カウンツ・カスタムズのバイクショップの支配人。他の従業員と比べると寡黙だが、バイクカスタムの腕は確か。伝説的なサーファーエディ・アイカウの親戚である。
ライアン Ryan
声 - 菊池康弘
ショップのペイント担当。あごひげがトレードマーク。ダニーやマイクとペイントの相談をするシーンがよく見られる。
グランパ Grandpa
声 - 佳月大人
ショップのボディーワーク担当。小柄な親父さんといった風貌。息子とともにショップで働く。

## 放送リスト

### シーズン1
全13回
| 通算 | 日本版タイトル                                     |
| ---- | -------------------------------------------------- |
| 1    | 1973年式 ダッジ・チャージャー                      |
| 2    | 1968年式 マスタング･ファストバック                 |
| 3    | 1967年式 ポンティアックGTO コンバーチブル          |
| 4    | プリムス・スーパーバード                           |
| 5    | 59年式 フォード・サンダーバード                    |
| 6    | フォード モデルAホットロッド                       |
| 7    | 1978年式 シボレー・エルカミーノ                    |
| 8    | 1961年式 フォード・ファルコン・ランチェロ          |
| 9    | スタッツ･IVポルテ                                  |
| 10   | 1986年式 シボレー･カマロ IROC-Z28                  |
| 11   | 1973年式プリムス・サテライト・シーブリング・プラス |
| 12   | 1969年式シボレー・シェベルSS396                    |
| 13   | 1968年式シボレー C10ショートベット                 |

### シーズン2
全26回
| 通算 | 日本版タイトル                                |
| ---- | --------------------------------------------- |
| 14   | 1981年式 キャデラック・エルドラド             |
| 15   | 1986年式 ジープ CJ7                           |
| 16   | 1925年式 フォードモデルT                      |
| 17   | 1970年式 シボレー C10                         |
| 18   | 1979年式 ダッジ・ドリーマー                   |
| 19   | 1966年式 キャデラック・クーペ・ドゥビル       |
| 20   | 1970年式 フォード・マスタング                 |
| 21   | 1960年式 シボレー・セダンデリバリー           |
| 22   | 1969年式 ポンティアック・ファイヤーバード     |
| 23   | 1969年式 ダッジ・チャージャーRT               |
| 24   | 1963年式 リンカーン・コンチネンタル           |
| 25   | 1960年式 シボレー・セダンデリバリー（ピンク） |
| 26   | 1963年式 シボレー・コルベット                 |
| 27   | 1932年式 フォードのホットロッド・グリル       |
| 28   | 1925年式 フォード Tバケット ロードスター      |
| 29   | 1971年式 イエンコ シボレー ノヴァ             |
| 30   | ボブ・マーリーの1980年式ベンツ(前編)          |
| 31   | ボブ・マーリーの1980年式ベンツ(後編)          |
| 32   | ハイウェイパトロール・バイク                  |
| 33   | ホーニ―・マイクのカスタムバス                 |
| 34   | 1973年式シボレー・K5ブレイザー                |
| 35   | ゾンビ・トラック                              |
| 36   | 1977年式 ダッジ・トレーズマン・ヒッピーバン   |
| 37   | 1960年式 キャデラック・エルドラド             |
| 38   | 1965年式 オールズモービル 442                 |
| 39   | 1973年式フォード・マスタング・コンバーチブル  |

### シーズン3
| 通算 | 日本版タイトル                                |
| ---- | --------------------------------------------- |
| 40   | 1970年式 シボレー・コルベット                 |
| 41   | 1963年式 クライスラー・インペリアル           |
| 42   | 1992年式 フォード救急車                       |
| 43   | 1976年式 FMC モーターホーム                   |
| 44   | 1963年式 フォード・ギャラクシー               |
| 45   | 1934年式 フォード・セダン                     |
| 46   | 1971年式 キャデラック・スーパーフライ         |
| 47   | 1959年式 シボレー・アパッチ                   |
| 48   | 1965年式 シボレー・インパラ                   |
| 49   | 1956年式 シボレー 210                         |
| 50   | ハーレーダビッドソン・ソフテイル              |
| 51   | 1967年式 ポンティアックGTO                    |
| 52   | 1953年式 シボレー・ピックアップトラック       |
| 53   | 1969年式 キャデラック・クーペ・ドゥビル       |
| 54   | 1967年式 シボレー・カマロ                     |
| 55   | 1977年式 リンカーン・コンチネンタル・マークⅤ  |
| 56   | 1967年式 フォード・マスタング・クーペ         |
| 57   | 1976年式 ハーレーダビッドソン・スポーツスター |
| 58   | ラスベガス・モーター・スピードウェイ          |
| 59   | カスタム・チョッパー                          |
| 60   | 1968年式 ダッジ・チャージャー                 |
| 61   | 思い出の名車登場！特製カレンダー撮影会        |
| 62   | 1941年式 ビュイック・ファストバック           |
| 63   | ヴァンパイア・バン                            |
| 64   | カジノ展示用のチョッパー                      |
| 65   | 年間MVP決定戦                                 |

### シーズン4
| 通算 | 日本版タイトル                                    |
| ---- | ------------------------------------------------- |
| 66   | 1970年式 ロードランナー&コロネット (前編)         |
| 67   | 1970年式 ロードランナー&コロネット (後編)         |
| 68   | 1973年式 ビュイック・リビエラ（前編）             |
| 69   | 1973年式 ビュイック・リビエラ（後編）             |
| 70   | 1972年式 シボレー･ブレイザー                      |
| 71   | ラットロッド･プロジェクト                         |
| 72   | 1969年式 キャデラック･セダン･ドゥビル             |
| 73   | 特製! カスタム･ジュークボックス                   |
| 74   | 1971年式 プリムス･ロードランナー                  |
| 75   | 1941年式ウィリス･レプリカ                         |
| 76   | 1969年式 AEEビッグツイン                          |
| 77   | 1974年式 プリムス･ロードランナー                  |
| 78   | スマート フォーツー エレクトリックドライブ        |
| 79   | 1972年式 オールズモービル･カトラス･コンバーチブル |
| 80   | 1972年式 シボレー･モンテカルロ                    |
| 81   | 1962年式 フォルクスワーゲン･カルマンギア          |
| 82   | 1967年式 フォード･ブロンコ 前編                   |
| 83   | 1942年式 フォード製トラック 前編                  |
| 84   | 1967年式 シボレー・インパラ・ファストバック       |
| 85   | 2004年式 ハーレーダビッドソン･ロードグライド      |
| 86   |                                                   |
| 87   |                                                   |
| 88   |                                                   |
| 89   |                                                   |
| 90   |                                                   |
| 91   | 1967年式 フォード･ブロンコ 後編                   |
| 92   | レス･ポール生誕100年記念! カスタム･バイク         |
| 93   | 1959年式 フォード･アングリア                      |
| 94   | 1942年式 フォード製トラック 後編                  |
| 95   | 1965年式 ビュイック･リビエラ                      |
| 96   | 1967年式 ポンティアック･ファイヤーバード          |
| 97   | 1979年式 シボレー・カマロ Z28 前編                |
| 98   | 1979年式 シボレー・カマロ Z28 後編                |
| 99   | 念願! 1974年式 プリムス･ロードランナー            |
| 100  | 2013年式 ハーレー･トライク                        |
| 101  | マンクス･デューンバギー                           |
| 102  | 1978年式 ハーレー･スポーツスター                  |
| 103  | 1962年式 キャデラック                             |
| 104  | 1962年式 キャデラック Part2                       |
| 105  | 1967年式フォード･マスタング                       |
| 106  | カジノ仕様! ハーレーダビッドソン                  |
| 107  | 1974年式フォード･F100                             |
| 108  |                                                   |
| 109  | モーターサイクル･フリーマーケット                 |
| 110  | カスタム勝負！ドリフター・バイク                  |
| 111  |                                                   |
| 112  |                                                   |
| 113  |                                                   |
| 114  |                                                   |
| 115  |                                                   |
| 116  |                                                   |

### シーズン5
| 通算 | 日本版タイトル                            |
| ---- | ----------------------------------------- |
| 117  | 1975年式シボレー・コルベット              |
| 118  | 2004年式ランボルギーニ・ムルシエラゴ      |
| 119  | 1971年式シボレー・C10                     |
| 120  | 1975年式シボレー・エルカミーノ            |
| 121  | 2016年式 テスラ・モデルS                  |
| 122  | 1967年式 キャデラック                     |
| 123  | シェルビー・デイトナ 50周年記念モデル     |
| 124  | レゴのカスタム・ペイント                  |
| 125  | 1972年式シボレー・ブレイザー              |
| 126  | 48年式パンヘッド搭載 カスタム・チョッパー |
| 127  | 1957年式フォード・サンダーバード          |
| 128  | サイケデリック・チョッパー                |
| 129  | 炎のカスタム・チョッパー                  |
| 130  | タトゥー・アートのチョッパー              |
| 131  | 1941年式トライアンフ・カスタム 前編       |
| 132  | 1941年式トライアンフ・カスタム 後編       |
| 133  | 1966年式マスタング・コンバーチブル 前編   |
| 134  | 1966年式マスタング・コンバーチブル 後編   |
| 135  | 1969年式キャデラック・カスタムペイント    |
| 136  | ダニー仕様のカスタムバイク                |
| 137  | 1961年式 フォード・エコノライン           |
| 138  | プロストリート・チョッパー                |
| 139  | 1968年式 シボレー・カマロ                 |
| 140  | 1955年式 シボレー・ピックアップトラック   |

### シーズン6
| 通算 | 日本版タイトル                                   |
| ---- | ------------------------------------------------ |
| 141  | 2017年式シボレー・シルバラード・ショップトラック |
| 142  | 愛国チョッパー                                   |
| 143  |                                                  |
| 144  | トミー・リーのチョッパー                         |
| 145  | レモン24時間レース（前編）                       |
| 146  | レモン24時間レース（後編）                       |
| 147  |                                                  |
| 148  |                                                  |
| 149  |                                                  |
| 150  |                                                  |
| 151  | 日産ダットサン240Z                               |

### 総集編
|     | 日本版タイトル       |
| --- | -------------------- |
| ＃1 | クレイジー・カスタム |
| ＃2 | ダニーの路上交渉 !   |
| ＃3 | 思い出のプロジェクト |
| ＃4 | カスタム・ペイント   |